# Třída Linois
Třída Linois byla třída chráněných křižníků francouzského námořnictva. Celkem byly postaveny tři jednotky této třídy. Ve službě byly v letech 1895–1919. Všechny byly vyřazeny.

## Stavba
Celkem byly postaveny tři jednotky této třídy. Do služby byly přijaty v letech 1895–1897. Stavbu provedly francouzské loděnice Arsenal de Rochefort v Rochefortu a Forges et Chantiers de la Méditerranée v La Seyne.
Jednotky třídy Linois:
| Jméno     | Loděnice                               | Založení kýlu | Spuštěna       | Vstup do služby | Poznámka        |
| --------- | -------------------------------------- | ------------- | -------------- | --------------- | --------------- |
| Linois    | Forges et Chantiers de la Méditerranée | 1892          | 30. ledna 1894 | 1895            | Vyškrtnut 1910. |
| Galilée   | Arsenal de Rochefort                   | 1893          | 28. dubna 1896 | 1897            | Vyškrtnut 1911. |
| Lavoisier | Arsenal de Rochefort                   | 1895          | 17. dubna 1897 | duben 1898      | Odzbrojen 1919. |

## Konstrukce

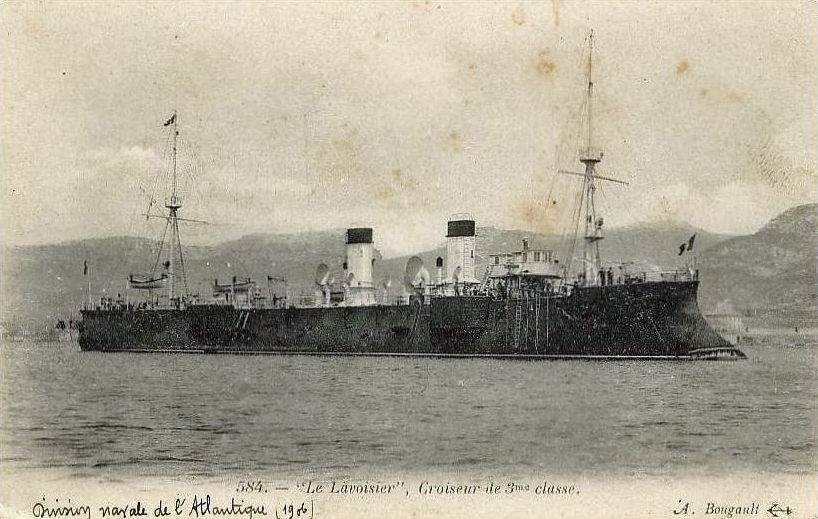
Lavoisier

Křižníky měly trup opatřený klounem. Hlavní výzbroj prototypu Linois tvořily čtyři 139mm kanóny umístěné po jednom na sponzonech na bocích trupu a kryté 75mm silnými štíty. Doplňovaly je dva 100mm kanóny umístěné po jednom na přídi a na zádi. Kryly je 50mm štíty. Dále nesly osm 47mm kanónů, dva 37mm kanóny, čtyři pětihlavňové 37mm kanónů, čtyři 450mm torpédomety a až 120 min. Výzbroj jeho sesterských lodí se mírně lišila. Galilée a Lavoisier nesly pouze dva torpédomety, přičemž Lavoisier nenesl žádné miny. Základem pancéřové ochrany byla 50mm pancéřová paluba. Pancéřování chránilo i štíty děl a velitelský můstek. Pohonný systém tvořilo šest cylindrických kotlů (druhá a třetí jednotka měly šestnáct kotlů Belleville) a dva parní stroje s trojnásobnou expanzí o výkonu 6800 hp, pohánějící dva lodní šrouby. Kotle spalovaly uhlí a topný olej. Nejvyšší rychlost dosahovala 20,5 uzlu. Dosah byl 4000 námořních mil při rychlosti deset uzlů u prototypu Linois a 3000 námořních mil při stejné rychlosti u jeho sesterských lodí.

### Modifikace
Během služby původní 37mm kanóny nahradily dva 47mm kanóny.